# S/S Magne
S/S Magne var ett svenskt lastfartyg, sjösatt 1912 och sänkt av en torped utanför Skottlands ostkust 1945.

## Historik
Magne byggdes 1912 samtidigt som systerfartyget S/S Mode. Fartygen levererades med nio månaders mellanrum vilket blev samma intervall mellan deras krigsförlisningar 1944 och 1945. Båda fartygen insattes på traden Malmö–London för transport av smör, ägg och kött. Under första världskriget rekvirerades Magne för ententens räkning och gick i fart mellan engelska och franska hamnar. Efter krigets slut frigavs Magne och återvände till Sverige. Även under andra världskriget gick Magne i allierad fart, men denna gång återvände fartyget aldrig hem. 1923 hade Magne kolliderat med den tyska ångaren Frielinhaus, 1925 med den lilla belgaren Alberta och 1928 med det franska fartyget Aurilles. Magnes förste befälhavare var kapten A. E. Öhrwall. Han avled ombord under fartygets resa från Kingston upon Hull till Sverige, varefter Magne fördes av kaptenerna; J. Borg, G. Svanström, O. Malmgren som förde Magne från 1928 tills han avgick med pension 1939. Samma år avgick Magne för sista gången från svensk hamn med kapten A. W. Ericsson som befälhavare. Magne skulle bli krigets sista torpedoffer i den svenska handelsflottan under andra världskriget.

## Torpederingen
Kriget hade börjat lida mot sitt slut och när Magne torpederades blev fartyget den svenska handelsflottans sista krigsförlisning. Magne var på väg från Liverpool till London och gick runt norr om Skottland. den 14 mars 1945 befann hon sig utanför Longstone på den engelska ostkusten. Där träffades hon av en torped. Tio man torde ha omkommit omedelbart vid explosionen. En man kastades samtidigt ut i sjön som kunde räddas levande efter några minuter. Torpeden hade sprängt bort nästan hela akterskeppet och det övriga fartyget vattenfylldes omedelbart och började kränga åt styrbord. Befälhavaren låg vid ögonblicket i badkaret i sin hytt. De överlevande gick i styrbords livbåt och rodde bort från fartyget precis innan detta sjönk. Männen rodde därefter mot den engelska kusten. Endast efter en halvtimma bärgades männen i livbåten av en mindre tankbåt som förde dem till skotsk hamn.